# افي الفاسي
افي الفاسي (بالعبرية: אבי אלפסי‏) هو لاعب كرة قدم إسرائيلي في مركز الوسط، ولد في 18 ديسمبر 1980 في نتانيا في إسرائيل. لعب مع مكابي نتانيا ونادي مكابي أم الفحم.

## وصلات خارجية
- افي الفاسي على موقع قاعدة بيانات كرة القدم.إي يو (الإنجليزية)